# 93 jours
Pour plus de détails, voir Fiche technique et Distribution.
93 jours (93 Days) est un film nigérian réalisé par Steve Gukas, sorti en 2016. Il raconte l'épidémie de maladie à virus Ebola au Nigeria en 2014, arrêtée grâce à la quarantaine du personnel d'un hôpital de Lagos. Le film est dédié à Ameyo Adadevoh, une médecin nigériane grâce à qui l'épidémie a pu être enrayée.

## Synopsis
Un diplomate américano-libérien, Patrick Sawyer, est amené à l'hôpital First Consultants à Lagos, car son état est préoccupant. Il pense qu'il a une crise de paludisme et insiste pour partir. Mais ses symptômes ne correspondent pas, et la docteure Adadeyoh craint qu'il s'agisse d'une maladie infectieuse, alors même que la maladie à virus Ebola a ressurgi au Libéria. L'ambassadeur du Libéria fait pression pour laisser sortir le diplomate, mais le gouverneur de Lagos ne cède pas. Les résultats pour Ebola tombent, et l'OMS envoie un spécialiste d'Ebola, le docteur Brett-Major, pour aider à contenir l'épidémie.

## Fiche technique
- Réalisation : Steve Gukas
- Scénario : Paul S. Rowlston
- Photographie : Yinka Edward
- Montage : Antonio Rui Ribeiro
- Musique : George Kallis
- Société de production : Native FilmWorks, Michel Angelo Production, Bolanle Austen-Peters Production
- Société de distribution :
- Langues : anglais
- Dates de sortie : 16 septembre 2016

## Distribution
- Bimbo Akintola : docteure Ameyo Adadevoh
- Danny Glover : docteur Benjamin Ohiaeri
- Somkele Iyamah-Idhalama : docteure Ada Igonoh
- Seun Ajayi : docteur Niyi Fadipe
- Zara Udofia Ejoh : infirmière Justina Echelonu
- Keppy Ekpeyong Bassey : Patrick Sawyer
- Alastair Mackenzie : Doctor David Brett-Major
- Gideon Okeke : Dr. Morris Ibeawuchi
- Charles Etubiebi : Bankole Cardoso, le fils d'Ameyo Adadevoh
- Seun Kentebe : Godwin Igonoh
- Bimbo Manuel : Wasiu Gbadamosi
- Charles Okafor : Afolabi Cardoso
- Sola Oyebade : l'ambassadeur
- Tim Reid : Dr. Adeniyi Jones

## Distinctions
- Africa Movie Academy Award du meilleur son